# Emmanouil Karalis
Emmanouil Karalis (græsk : Εμμανουήλ Καραλής; født 1999) er en græsk atlet, der konkurrerer i stangspring.
I 2021 repræsenterede han Grækenland i stangspring ved sommer-OL 2020 i Tokyo, og kom på en delt 4. plads i finalen med et resultat på 5,80 m, hvilket blot var tangering af en personlig rekord.
Ved sommer-OL 2024 i Paris vandt han bronze i stangspring.